# Общеславянский комитет
Общеславя́нский комите́т — международная организация, объединявшая славянские комитеты пяти стран СССР, Польша, Народная Республика Болгария, Федеративная народная республика Югославия и Чехословакия), созданная в декабре 1946 года в Белграде. С началом советско-югославского конфликта комитет распался в 1948 году.

## Создание и органы управления
В странах Восточной Европы возникли славянские комитеты. В 1946 году Славянские комитеты существовали в Чехословакии (там было две организации — Славянский комитет Чехии и Славянский комитет Словакии), Польше, Югославии (в том числе в каждой из ее республик) и Болгарии. Славянский комитет Словакии существовал только на бумаге, что обнаружилось при объединении его со Славянским комитетом Чехии.

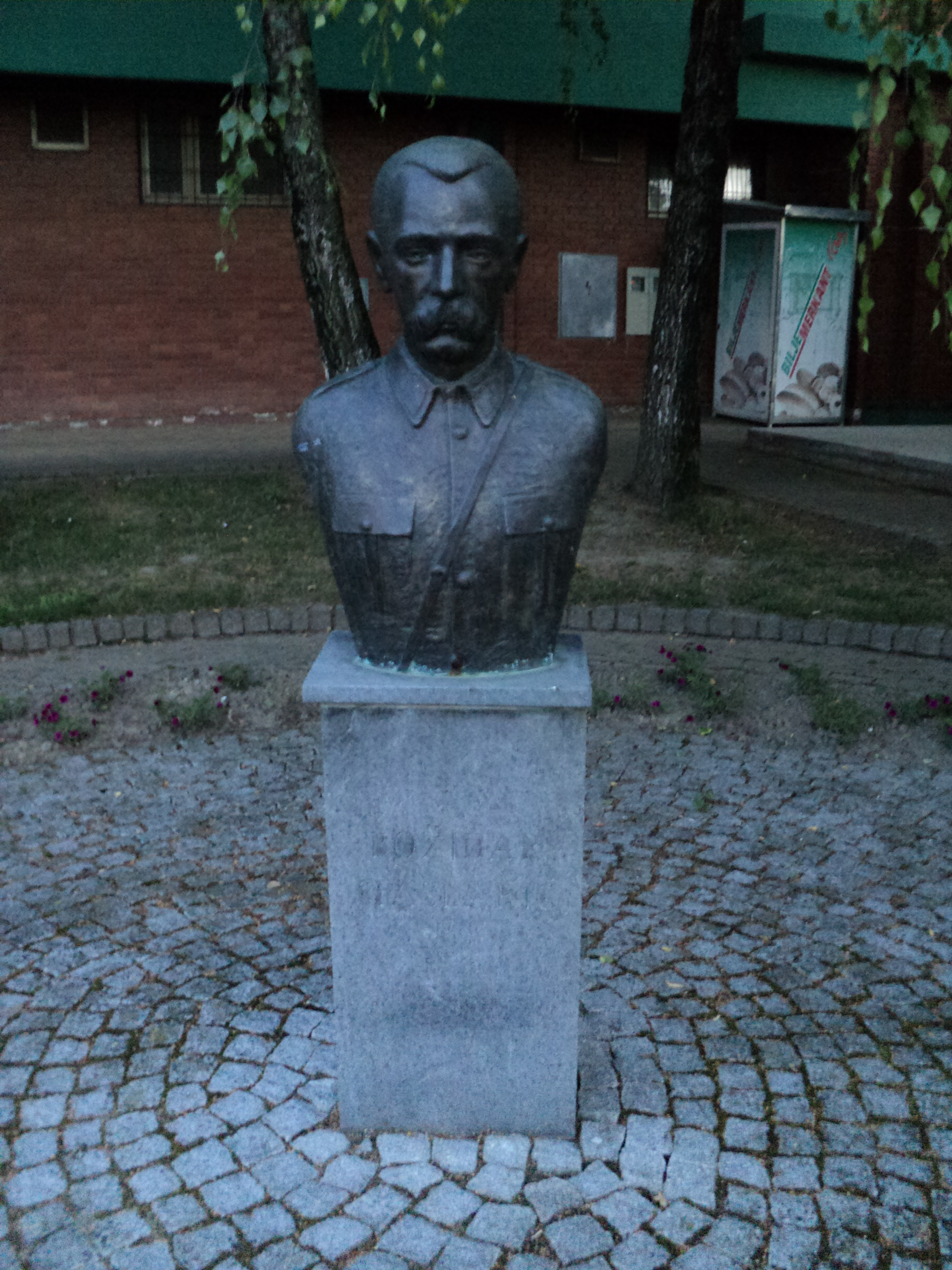
Бюст Божидара Масларича — главы Общеславянского комитета

В декабре 1946 года в Белграде прошел Первый послевоенный славянский конгресс, который учредил Общеславянский комитет в котором было по 5 человек от каждой из 5-ти славянских стран. Штаб-квартира располагалась в Белграде. В Белградской штаб-квартире работали:
- Председатель Президиума Божидар Масларич;
- Ответственный секретарь И. П. Медведев;
- 5 референтов (по одному от каждой славянской страны);
- Штатные югославские сотрудники.

Формирование Общеславянского комитета шло медленно. Так, референты собрались в Белграде только через год посре решения о создании комитета.

## Деятельность
Общеславянский комитет функционировал около полутора лет. Комитет успел провести пленумы в столицах всех пяти стран-учредителей, а также был создан выпуск передач по Белградскому радио. Также шла подготовка конгресса славяноведов, который планировали провести в Москве, но из-за внешней политической обстановки мероприятие не состоялось.

## Прекращение существования
В связи с началом советско-югославского конфликта в марте — июне 1948 года Белград покинули ответственный секретарь комитета И. П. Медведев и иностранные референты. В начале июля 1948 года югославских деятелей славянского движения пригласили в Чехословакию на национальный праздник.
Югославскую делегацию, прибывшую в Чехословакию, возглавил Божидар Масларич. Он выступил в поддержку Тито и Коммунистической партии Югославии, а также обвинил советских делегатов в саботаже славянских мероприятий. После возвращения в Югославию югославские делегаты столкнулись с тем, что на их письма перестали отвечать и даже не опубликовали в журнале «Славяне» поздравление Славянского комитета Югославии (при этом там напечатали поздравление Славянского комитета Израиля). Аппарат Общеславянского комитета несколько месяцев работал, но силами только югославских сотрудников, затем перестал функционировать.
В марте 1949 года ЦК ВКП(б) сообщил, что Общеславянский комитет не будет восстановлен. Славянские комитеты стран советского блока стали участниками антититовской информационной кампании. Так в штат Славянского комитета СССР включили коллектив газеты югославских эмигрантов «За социалистическую Югославию».
После нормализации советско-югославских отношений Общеславянский комитет восстановлен не был. Более того, в 1956—1958 годах советская сторона утратила интерес к славянской идее. В мае 1958 года ЦК КПСС принял решение о закрытии журнала «Славяне».
Югославская сторона пошла на создание в 1955 году Международного комитета славистов.